# Reserva nacional Matsés
La reserva nacional Matsés és una zona protegida del Perú situada a la regió de Loreto, Amazònia peruana. Té una superfície de 420,635.34 has. (4,206.35 km²).
La proposta d'establiment de la Reserva nacional Matsés, és una iniciativa de la Comunitat Nativa Matsés, la mateixa que se situa en l'àrea confrontant amb l'Àrea Natural Protegida, la qual cosa constitueix una de les majors fortaleses d'aquesta, donat el compromís mostrat mitjançant la seva participació activa en el procés d'elaboració de la proposta d'establiment.
La reserva també donarà suport a la conservació regional, en formar part d'un corredor biològic binacional amb el parc nacional Sierra del Divisor al Perú i les Reserves Extrativistes Alto Juruá i Alto Tarauacá al Brasil.

## Història
En la dècada de 1960, durant els primers contactes entre els Matsés i occidentals, els primers atacaven amb arcs i fletxes a les poblacions limítrofes i segrestaven les seves dones. La resposta del Govern va ser el bombardeig dels seus llogarets i el desplaçament forçós dels indígenes cap a la frontera amb el Brasil, on posteriorment se'ls va lliurar la primera reserva territorial de la història del Perú.
En 1994, els matsés, amb el suport de l'ONG CEDIA, van sol·licitar davant el Ministeri d'Agricultura la formació d'una reserva comunal que els garanteixi accés als aliments que la muntanya i els rius els proveeixen. El Govern peruà no va establir la reserva ni va explicar els motius del rebuig de la proposta.
La primera setmana d'octubre de 2007, tres cartes de PerúPetro dirigides a la comunitat matsé, informaven sobre la pròxima subscripció de contractes de concessió per a l'exploració i explotació d'hidrocarburs en terrenys de propietat dels nadius i en altres àrees que des de fa 14 anys ells venien proposant com a reserva comunal per la seva gran biodiversitat.
Al desembre d'aquest any, la comunitat va informar les entitats involucrades la seva decisió de "no permetre l'ingrés de les empreses si abans l'Estat no atén la seva comanda".
És així que després de tràmits burocràtics, el 27 d'agost de 2009 s'oficialitza l'establiment de la Reserva nacional Matsés.

## Objectius
Segons el Decret Suprem Núm. 014-2009-MINAM, els objectius de la Reserva nacional Matsés són els següents:

### General
- Contribuir a la conservació dels recursos naturals existents en l'interfluvi entre els rius Gálvez, Tapiche i Blanco en Loreto, permetent a la població matsés continuar amb l'aprofitament tradicional, permanent i sostenible d'aquests.

### Específics
- Garantir la reproducció constant dels recursos ictiològics i la conservació de flora i fauna silvestres, protegint les capçaleres dels rius Gálvez i Yaquerana per a assegurar l'aprovisionament permanent d'aliments per a la població matsés.
- Assegurar la participació de la Comunitat Nativa Matsés en la conservació del seu medi ambient,

propiciant la millora de les seves condicions de vida i respectant els seus drets legítims a l'aprofitament sostenible.
- valorar i protegir l'herència cultural matsés així com els sistemes productius adaptats a les característiques ecològiques de l'àrea i el seu entorn.
- Donar suport a la conservació regional en formar part d'un corredor biològic binacional amb el parc nacional Sierra del Divisor al Perú i el parc nacional Serra do Divisor i les Reserves Extractívístas Alt Juruá i Alt Tarauacá al Brasil.

## Ubicació
La Reserva nacional Matsés se situa en els districtes de Yaquerana, Requena i Soplin, província de Requena, departament de Loreto.

## Clima
Calorós i humit, amb temperatures que solen superar els 34 °C. Com tota la Amazonía, compta amb dues estacions ben definides: la vaciante, la temporada seca o d'estiu (de maig a octubre) és coneguda com l'estiu amazònic per la formació de platges fluvials de sorra blanca i l'altra és la creixent o temporada de pluges (de novembre a abril), coneguda com l'hivern amazònic.

## Hidrografia
Els principals rius en la reserva són el Gálvez i Yaquerana (conca del riu Yavarí) i el Tapiche i el Blanco (conca del riu Ucayali).

## Bioma
La regió dels Matsés és reconeguda com una àrea rica en biodiversitat, per la seva gran varietat de peixos i animals. A més, és una zona boscosa, a causa de la seva ubicació i les característiques d'humitat en la zona.

### Fauna
Durant les dues setmanes que va durar el mostreig per a l'inventari biològic ràpid realitzat en la zona al novembre de 2004, per un equip conformat per The Field Museum dels Estats Units en conjunt amb organitzacions peruanes com la Universitat Nacional de l'Amazònia Peruana, l'ONG CIM, l'ONG CEDIA, entre d'altres, es van registrar 177 espècies de peixos, 10 noves per al Perú i vuit podrien ser noves per a la ciència, encara que s'estima que puguin existir més de 300.
L'equip va registrar 43 espècies de mamífers grans, estimant-se 65 per a la regió, destacant les de grans primats amb altes densitats, així com la de diverses espècies amenaçades que no presenten indicacions de cacera. S'estima entre 100 i 120 espècies d'amfibis de les quals es va registrar 74 incloent un gripau (Dendrobates sp.) possiblement nou per a la ciència i un nou gènere de gripau per al Perú (Synapturanus). Així mateix, es va estimar entre 80 i 100 espècies, amb un total de 35 espècies registrades.
Quant a ocells, es van registrar un total de 416 espècies, incloent a dues espècies especialistes de boscos de sorra blanca, de les quals uneixi podria ser nova per a la ciència. S'estima que existeixin al voltant de 550 espècies d'ocells.

### Flora
Segons l'inventari biològic ràpid, els boscos estan notablement intactes i semblen albergar una diversitat de plantes més altes que en qualsevol altra reserva peruana en selva baixa. En aquests boscos es van registrar 1500 espècies de plantes, moltes noves per al Perú i la ciència, encara que s'estima que les espècies de flora ascendeixin fins a 4000. Així mateix, es van trobar grans extensions de varillales o boscos de sorres blanca, molt rars en tota la Amazonía continental i especialment rars al Perú. Els boscos de sorres blancs es caracteritzen per la pobresa dels seus sòls i baixa diversitat, però sobretot, pels seus altíssims índexs d'endemisme.